# Dragišićův palác ve Splitu
Dragišićův palác či palác Dragišićů (De Caris), (chorvatsky Palača Dragišić u Splitu) je románský palác v historickém centru chorvatského Splitu.  Nachází se v ulici Cosmijeva ulica 1 v městské části Grad.

## Historie
Palác pochází ze 13. století a jeho nejstarší původní části jsou z doby románské. V 15. století byl palác goticky a renesančně upravován 
Později následovaly ještě další úpravy, když palác nechal barokně přestavět se zachováním dřívějších historických vrstev spisovatel a kanovník Juraj Dragišić (De Caris), ze šlechtického rodu Dragišićů z Poljice.
Významnými změnami palác prošel ještě v 19. století.
Nad bývalým barokním portálem je umístěn rodový znak. Okna na fasádě bývalého nádvoří jsou gotická.